# 石馬谷古墳
石馬谷古墳（日语：／ Ishiumadanikofun）是位於日本鳥取縣米子市淀江町福岡的一座前方後圓墳，為日本國史跡向山古墳群（小枝山古墳群）的構成墳之一，古墳的出土文物—目前唯一在本州出土的石馬則是日本國重要文化財。

## 概要
古墳建於鳥取縣西面，淀江平原東部的小枝山丘陵的山腰斜坡。古墳是一座前方後圓墳，前方部分朝西南，墳丘為兩層，長61.2米，其表面鋪有葺石，也出土了圓筒埴輪（包括朝顏形埴輪）和形象埴輪（人形、盾形埴輪），墓室形態不明。除了埴輪以外，古墳也出土了石馬和須惠器，其中石馬更是在本州眾多古墳中只有此古墳曾經出土過。古墳推測建於古墳時代後期（約6世紀中）。
1902年，坪井正五郎發現了天神垣神社的石馬。1912年至1926年，在前方部分附收集石製品，及後確認天神垣神社的石馬が是出土自古墳。1959年，石馬獲指定為日本國重要文化財。1989年，淀江町教育委員會對古墳展開了試掘調查，並且在1990年刊行了報告書。1999年，古墳所屬的向山古墳群獲指定為日本國史跡。

## 規模
古墳規模如下。
- 墳丘長：61.2米
- 後圓部分直徑：34.5米
- 後圓部分高：5米

在淀江地域，古墳僅次於向山4號墳（64.5米），排第2位。

## 出土文物

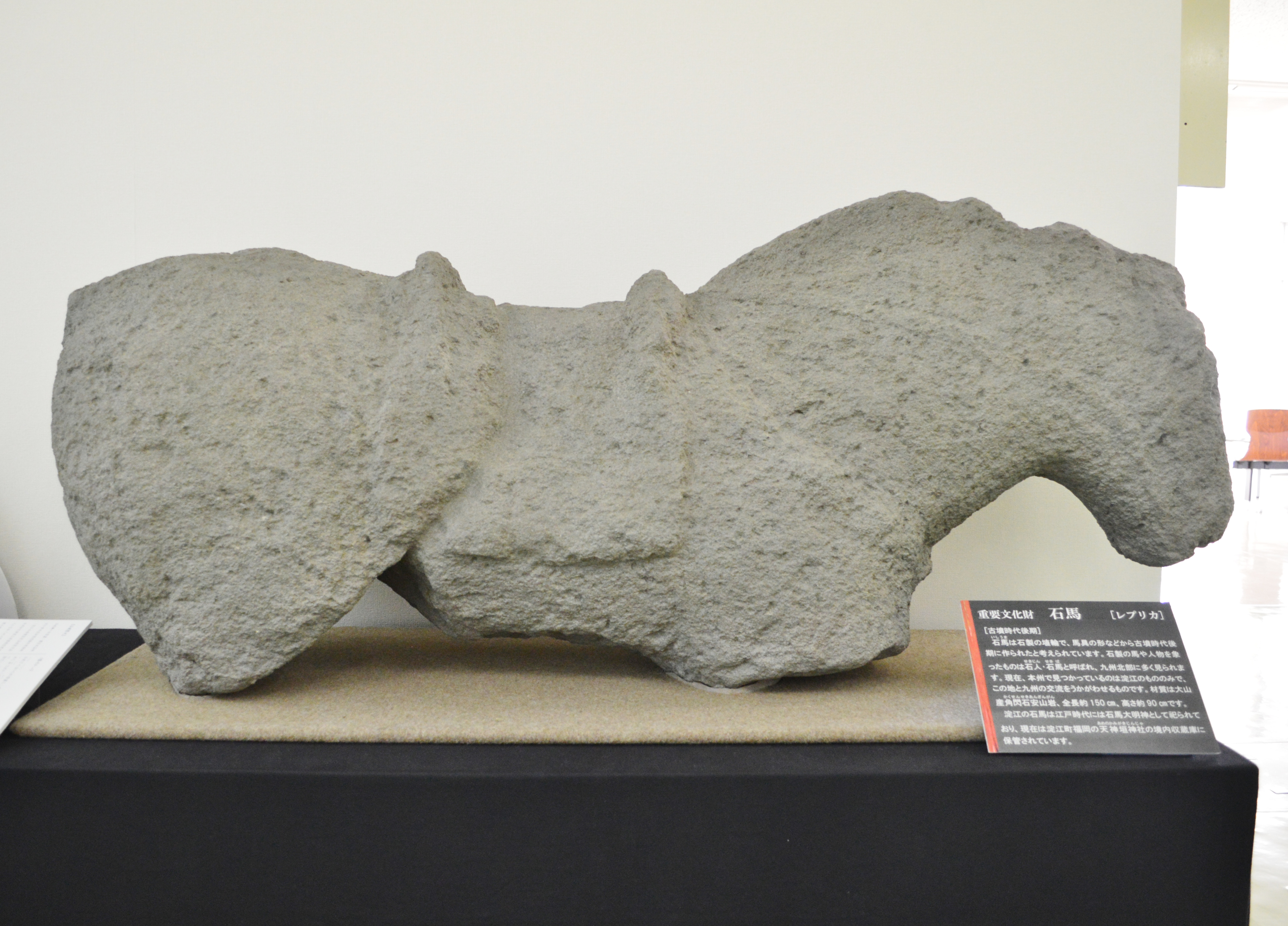
石馬（複製品）展示於上淀白鳳之丘展示館展示，真品日本國重要文化財

古墳出土的石馬是一種石製的埴輪，這些石製品統稱為石人石馬。石材是大山產的角閃石安山岩，全長約150厘米，高約90厘米。石馬沒有前腳，表面則刻有馬銜、繮繩和馬鞍等馬具。另外，推測石馬全體曾經被塗上紅色。
雖然在福岡縣八女市岩戶山古墳等九州北部古墳出土了大量石人石馬，但是在本州則只有此古墳出土了石人石馬，而且有別於岩戶山古墳採用的熔结凝灰岩，石馬谷古墳的石馬採用的是角閃石安山岩，共通點則是各自採用了當地的石材。
石馬在江戶時代獲奉為石馬大明神，現在由天神垣神社保管。

## 文化財

### 日本國重要文化財
- 石馬 舊鳥取縣西伯郡淀江町大字福岡字坪根垣所在（考古資料） - 所有者天神垣神社。1959年12月18日指定[5][10][11]。

## 外部連結
- - 國指定文化財等數據庫（日語）
- 石馬 （页面存档备份，存于）
- 石馬 （页面存档备份，存于）